# Cramponnage à dix pointes
Le cramponnage à dix pointes, dite technique crampons à plat ou technique française est une technique d'alpinisme où le maximum de pointes de crampons est planté dans la glace. Elle est utilisée dans les parois de faible pente jusqu'à 45°. Elle a longtemps été opposée à la technique du cramponnage en pointe avant. En effet, même si le cramponnage en pointe-avant semble plus naturel, dans des pentes faibles, moins de 45°, il est préférable d'utiliser la technique du cramponnage à dix pointes pour soulager les chevilles. 

## Histoire
Le cramponnage à dix pointes a été rendu possible par l'invention du crampon du même nom par Oscar Eckenstein et sa fabrication par Henry Grivel de Courmayeur à partir de 1909. En France, de par l'influence de Armand Charlet, le cramponnage à dix pointes est resté longtemps la seule technique utilisée, jusqu'à son départ à la retraite de l'ENSA en 1964.